# Архіпелаг ГУЛАГ
Архіпела́г ГУЛА́Г (рос. Архипелаг ГУЛАГ) — книга російського письменника Олександра Солженіцина про примусову працю у Радянському союзі та мережу концентраційних таборів.

## Зміст
Тритомна книга складається здебільшого з наративу, зібраного зі свідчень очевидців й дослідницького матеріалу, а також із власного досвіду автора, котрий був в'язнем виправно-трудових таборів. Книга простежує історію системи виправно-трудових таборів, які існували в Радянському Союзі з 1918 по 1956 рік.
Книга написана, як зазначено при її кінці, у 1958—1968 роках. Вперше опублікована в оригіналі російською мовою у Франції у 1973 році. У Радянському Союзі існувала у форматі самвидаву, аж до офіційного видання у 1989 році. Інформацію для написання книги Солженіцина надали 227 осіб. У виданні 2007 року був розкритий список «свідків Архіпелагу», чиї розповіді, листи, мемуари поправки використані при створенні цієї книги. Список складався з 257 осіб. Частину тексту написали знайомі Солженіцина, зокрема Р. П. Тенно.

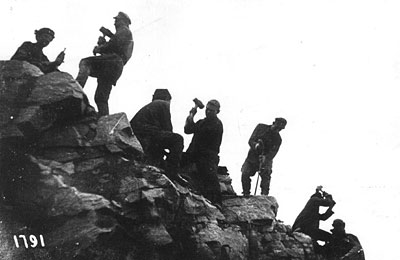
Будівництво Біломорканалу, описане у книзі

ГУЛАГ — це акронім від радянського терміну російською мовою Главное Управление Исправительно-трудовых Лагерей (Головне управління виправно-трудових таборів), бюрократичної назви радянських концентраційних таборів.
Назва книги приховує в собі метафору, яка простежується в усій праці. Словом архіпелаг зображується метода й система концентраційних таборів, розкиданих по цілому СРСР, порівнюючи її з безкраїм «ланцюжком островів», котрі відомі лише тим, хто мав нещастя на них потрапити.
Гонорари від продажу книги передавались у Фонд Солженіцина, звідки таємно пересилалися в СРСР для надання допомоги політичним в'язням і їхнім родинам.
Всупереч поширеній думці, присудження Солженіцину Нобелівської премії з літератури 1970 року ніяк не пов'язано з «Архіпелагом ГУЛАГ», який до того моменту не тільки не був опублікований, але і залишався таємницею навіть для багатьох близьких Солженіцину людей. Формулювання, з яким присуджена премія, звучить так: «За моральну силу, з якою він додержувався непорушних традицій російської літератури».

## Критичні оцінки
Солженіцина критикують за те, що нібито мав місце заклик з його боку до застосування проти СРСР американської атомної зброї. Його виступів, що підтверджують це, не виявлено, але в «Архіпелазі» він наводить загрозливі слова ув'язнених, звернені до наглядачів:
«…Спекотної ночі в Омську, коли нас, розпарене, спітніле м'ясо, місили і впихали в воронок, ми кричали наглядачам з глибини: „Почекайте, гади! Буде на вас Трумен! Кинуть вам атомну бомбу на голову!“ І наглядачі боягузливо мовчали. Відчутно і для них зростав наш натиск і, як ми відчували, наша правда. І ми настільки знемогли за правдою, що не жаль було і самим згоріти під однією бомбою з катами. Ми були в тому граничному стані, коли немає чого втрачати».

## Переклади
Книга перекладена багатьма мовами. Українською переклад здійснено до окремих глав і розділів, зокрема у 1974 році на сторінках місячника «Сучасність» з'явилися перші українські переклади уривків до перших двох томів книги.